# صلاح الدين الزحاف
صلاح الدين الزحاف (25 جويلية 1957 -) هو رجل أعمال والرئيس السابق للنادي الرياضي الصفاقسي وسياسي تونسي.

## النشأة والدراسة
ولد صلاح الدين الزحاف في 25 جويلية 1957 في ولاية صفاقس درس تعليمه الابتدائي في المدرسة الابتدائية أليكس دمو بصفاقس ثم انتقل لمعهد الفتيان بصفاقس أين تحصل على شهادة البكالوريا في شعبة الرياضيات في 1976. التحق بعد ذلك بمعهد الدراسات الاقتصادية العليا بتونس ليتخرج خبيرا محاسبا في 1983.

## المسيرة الرياضية
شغل صلاح الدين الزحاف منصب رئيس النادي الرياضي الصفاقسي من 2002 إلى 2008. تحصل خلالها فرع كرة القدم للنادي الصفاقسي على الكأس العربية للاندية البطلة سنة 2003 و كاس تونس لسنة 2004 و بطولة تونس لموسم 2004-2005 و شارك في نهائي الكأس العربية للأندية البطلة لسنة 2005 و نهائي كأس إفريقيا للأندية البطلة لسنة 2006 و انهزم في رادس ضد الاهلي المصري بهدف لصفر في الدقيقة 92 من المباراة وفاز بكأس الكنغدرالية الأفريقية لسنة 2007, عرف بتصريحاتها الإعلامية الساخنة واحتجاجاته الشديدة على واقع جامعة كرة القدم في تونس خاصة خلال فترة رئاسة علي لبيض. بلغت احتجاجاته أقصاها حين امر الفريق بالانسحاب من مباراة جمعته بالترجي الرياضي التونسي في إطار البطولة احتجاجا على مردود الحكم وإصابة المهاجم الغاني اوبوكو.

## المسيرة السياسية
ترشح صلاح الدين الزحاف لانتخابات المجلس الوطني التأسيسي على رأس قائمة مستقلة بدائرة صفاقس 2 إسمها «صوت المستقل» وفاز بمقعد في المجلس. ويرأس حاليا لجنة الإصلاح الإداري ومكافحة الفساد بالمجلس منذ 13 فيفري 2012. وانضم في جانفي 2012 إلى الكتلة التقدمية التي ضمت الحزب الديمقراطي التقدمي وحزب آفاق تونس.
بعد ذلك، ساهم في تأسيس الحزب الجمهوري الذي وحّد الحزب الديمقراطي التقدمي وحزب آفاق تونس والحزب الجمهوري السابق وحزب الإرادة وحزب الكرامة وحركة بلادي وحزب العدالة الاجتماعي الديمقراطي، علاوة على بعض المستقلّين.